# Isla Popina
La isla Popina (en rumano: Insula Popina) es una pequeña isla de Rumania ubicada en la parte norte del lago Razelm (Razim). La isla se extiende por 98 hectáreas, tiene una altura de 47 metros y es una reserva protegida que alberga una zona de anidación importante para la especie de aves conocida como Tadornas o tarros. El lago Razelm es la mayor extensión de agua permanente en el delta del Danubio, separada del mar Negro por dos largas vías y desembocando en el lago Goloviţa, que ahora es una granja de peces.
La isla constituye un importante lugar de descanso de aves migratorias y el lugar de anidación del tarro blanco (Tadorna tadorna). En primavera, uno puede encontrar aquí las aves del bosque y pantanos como: ruiseñores (Luscinia megarhynchos), calandrias (Melanocorypha calandra), entre otros. La fauna de invertebrados incluye rarezas como la viuda negra europea (Latrodectus tredecimguttatus) y el miriápodo gigante (Scolopendra cingulata).
Geológicamente, la isla está integrada por calizas del Triásico que afloran en la isla. Algunas partes están cubiertas por un tipo de sedimento llamado Loess (un material geológico sedimentario eólico).
En el período 1948-1994, la isla Popina fue una reserva natural. Actualmente, por la decisión del Gobierno no. 248 del 27 de mayo de 1994 para la adopción de medidas en virtud de la Ley n.º 82/1993 sobre la creación de la Reserva de la Biosfera «Delta del Danubio», la isla Popina se convirtió en un área de protección estricta en la Reserva de Biosfera Delta del Danubio.
El área protegida abarca la isla de popina y 3.600 hectáreas alrededor de la isla, en donde se han desarrollado una serie de iniciativas y proyectos de tipo ecológico.